# Uran (planeta)
Uran (latinsky Uranus) je sedmá planeta od Slunce, třetí největší a čtvrtá nejhmotnější planeta ve sluneční soustavě. Řadí se mezi plynné obry a společně s Neptunem i mezi tzv. ledové obry. Jméno má po řeckém bohu Úranovi, bohu nebes. Symboly planety Uran je znak ♅ (užívaný v astrologii) nebo  (užívaný v astronomii). I přes to, že je možné Uran za příznivých podmínek pozorovat pouhým okem na noční obloze, nebyl antickými astronomy rozpoznán jako planeta, ale byl považován za hvězdu kvůli pomalé rychlosti a slabé záři. Objev Uranu ohlásil William Herschel 13. března 1781, čímž poprvé v moderní době posunul známé hranice sluneční soustavy.
Chemickým složením se Uran podobá Neptunu. Obě planety mají rozdílné zastoupení plynů oproti Jupiteru či Saturnu. Přesto je atmosféra Uranu složením podobná atmosféře Jupiteru či Saturnu. Tvoří ji převážně plynné formy vodíku a hélia, ale obsahuje i výrazný podíl vody, čpavku či metanu se stopami uhlovodíků. Atmosféra Uranu je nejchladnější atmosférou ve sluneční soustavě, minimální teploty se pohybují okolo −224 °C. Její struktura je vrstevnatá: v nejnižších patrech se nacházejí mraky vody, ve svrchních patrech mraky tvořené především metanem. Sama planeta je nejspíše složena především z ledu a kamení.
Podobně jako další plynné planety má i Uran planetární prstence, magnetosféru a obíhá ho řada měsíců. Zvláštností Uranu je sklon jeho rotační osy: osa leží téměř v rovině, ve které planeta obíhá. Severní a jižní pól se proto nacházejí v oblastech, jež jsou u jiných planet charakteristické pro rovník. Při pohledu ze Země se proto občas stane, že se prstence Uranu jeví jako terč s Uranem ve středu.
Když v roce 1986 kolem Uranu proletěla sonda Voyager 2, nepozorovala v atmosféře planety žádné větší množství mračen a bouřkových systémů, což je typické pro jiné plynné obry. Pozemská pozorování však přinesla náznaky sezónních změn počasí, s čímž souvisí i větry vanoucí v atmosféře. Ty mohou dosahovat rychlosti až 900 km/h. Data ze sondy byly znovu zpracovány v roce 2024 a ukázalo se, že anomálie byla způsobena působením slunečního větru na magnetosféru planety.

## Vznik a vývoj planety

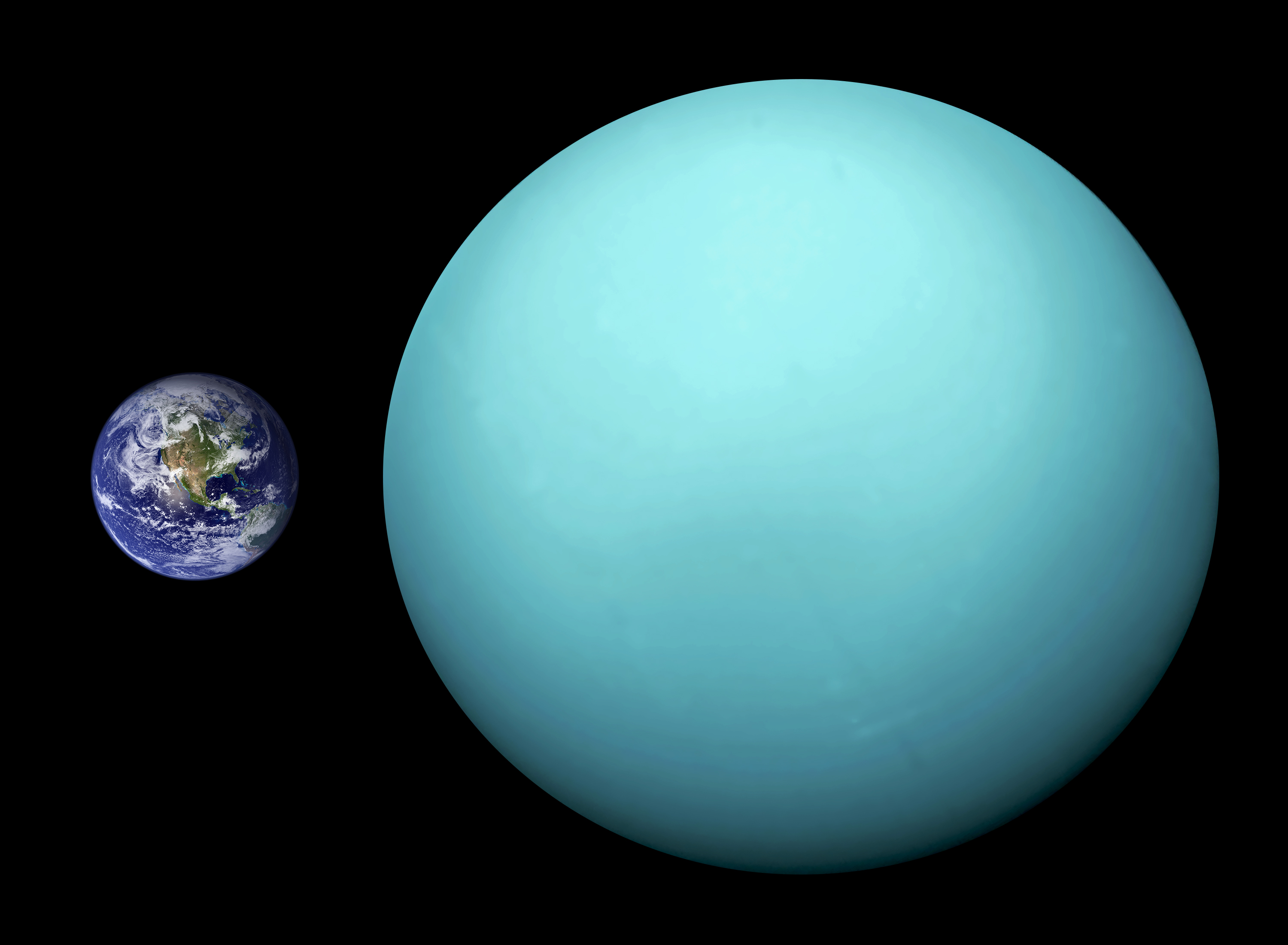
Srovnání velikostí Země a Uranu

Předpokládá se, že Uran vznikl stejným procesem jako Jupiter z protoplanetárního disku před 4,6 až 4,7 miliardami let. Existují dvě hlavní teorie, jak mohly velké plynné planety vzniknout a zformovat se do současné podoby: teorie akrece a teorie gravitačního kolapsu.
Teorie akrece předpokládá, že se v protoplanetárním disku postupně slepovaly drobné prachové částice, čímž začaly vznikat větší částice a posléze balvany. Neustálé srážky těles vedly k jejich narůstání, až vznikla tělesa o velikosti několik tisíc kilometrů. Tato velká železokamenitá tělesa se stala zárodky terestrických planet. Předpokládá se, že podobná tělesa mohla vzniknout i ve vzdálenějších oblastech sluneční soustavy, kde vlivem velké gravitace začala strhávat do svého okolí plyn a prach, který se postupně začal nabalovat na pevné jádro, až planeta dorostla do dnešní velikosti.
Teorie gravitačního kolapsu na druhou stranu předpokládá, že velké planety nevznikaly postupným slepováním drobných částic, ale poměrně rychlým smrštěním z nahuštěného shluku v zárodečném disku podobným způsobem, který je znám při vzniku hvězd. Podle teorie několika gravitačních kolapsů, jejímž autorem je Alan Boss z Carnegie Institution of Washington, byl vznik plynných obrů krátký a v případě Uranu trval jen několik století.
Je pravděpodobné, že Uran nevznikl na současném místě, protože v této vzdálenosti od Slunce zřejmě nebylo v době formování planet dostatečné množství zárodečného materiálu. Jeho zrod (ať akrecí nebo gravitačním kolapsem) proto proběhl blíže ke Slunci a Uran pak postupně migroval do své současné polohy.

## Viditelnost
Uran je za příznivých podmínek vidět pouhým okem, ale se svou magnitudou
5,81 ho uvidíte na nebi jen jako nepatrnou tečku.

## Fyzikální a chemické vlastnosti

### Složení
Uran obsahuje na rozdíl od Jupiteru a Saturnu jen 83 % vodíku, dále 15 % hélia a stopová množství metanu a dalších prvků. Jupiter a Saturn jsou složeny téměř výhradně z vodíku. Jádra Uranu a Neptunu se v mnoha směrech podobají jádrům Jupiteru a Saturnu, nemají však masivní obálku tekutého kovového vodíku. Zdá se, že Uran nemá výrazně diferencované kamenné jádro jako Jupiter a Saturn, ale jeho materiál je víceméně rovnoměrně rozložen. Uranova modrozelená barva je způsobena absorpcí červeného světla jeho metanovou atmosférou.

### Vnitřní stavba

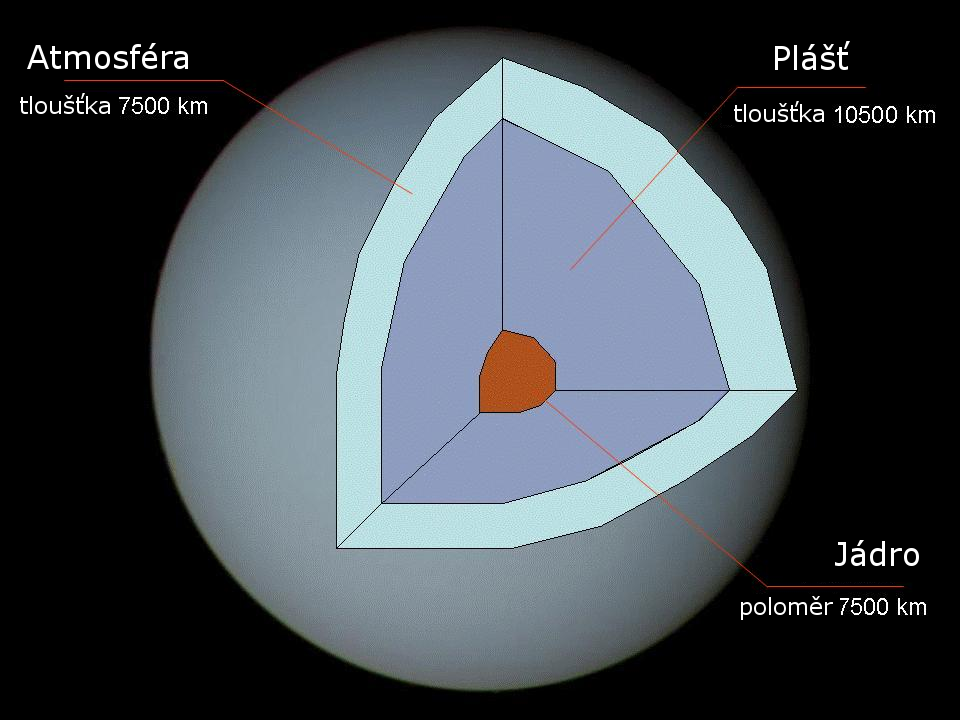
Vnitřní stavba planety

Uran je přibližně 14,5krát hmotnější než Země, takže je nejlehčí ze všech plynných obrů. Hustota je 1,27 g/cm³, což je druhá nejmenší hodnota z planet ve sluneční soustavě po Saturnu. Průměr planety je o málo větší než průměr Neptunu a je přibližně 4krát větší než průměr Země, ale Uran je lehčí než menší Neptun. Nízká hustota a hmotnost naznačuje, že planeta je složená převážně z lehkých prvků a sloučenin, jako například vodního ledu, čpavku a metanu. Celková hmotnost ledu obsaženého ve vnitřní stavbě Uranu není přesně známa a odhady se silně liší podle použitého modelu vnitřní stavby, nicméně by měla být mezi 9,3 až 13,5 hmotnosti Země. Vodík a hélium tvoří pouze malou část celkové hmotnosti, asi mezi 0,5 až 1,5 hmotnosti Země. Zbytek materiálu odpovídající 0,5 až 3,7 hmotnosti Země připadá na kamenný materiál.
Standardní model stavby Uranu předpokládá tři oddělené vrstvy: kamenné jádro ve středu planety, ledový plášť a plynný obal tvořený převážně vodíkem a héliem. Jádro je relativně malé s hmotností pouze 0,55 Země a s poloměrem 20 % velikosti Uranu. Plášť se odhaduje na 13,4 hmotnosti Země a 60 % velikosti planety a svrchní atmosféra planety pak váží pouze 0,5 hmotnosti Země, i když zabírá zbylých 20 % velikosti. Odhaduje se, že jádro má hustotu okolo 9 g/cm³, tlak zde dosahuje 8 miliónů barů (800 GPa) a teplota se pohybuje okolo 5 000 K. Ledový plášť není ve skutečnosti tvořený z pevného ledu, ale z husté tekuté kapaliny tvořené vodou, čpavkem a dalšími lehkými látkami. Vzniklá kapalina je silně elektricky vodivá a občas se nazývá vodo-čpavkový oceán. Složení pláště je tudíž velice odlišné od Jupiteru a Saturnu, což se projevuje i v rozdílné klasifikaci Uranu a Neptunu, které se řadí mezi tzv. ledové obry.
Výše popsaný model není ojedinělý, existují i další modely složení Uranu. Například je možné změnit odhad zastoupení vodíku v plášti a horninového materiálu smíchaného s ledem v plášti, čímž dojde ke zmenšení odhadu celkového množství ledu ve vnitřní stavbě. Současná data neumožňují přesně rozhodnout, který model je správný. Oba modely se však shodují, že Uran nemá pevný povrch a že atmosféra pozvolna přechází do kapalné celoplanetární vrstvy. Pro popis planety se používá rotační elipsoid, u kterého je povrch uměle definován jako místo, kde je atmosférický tlak roven 1 baru. Jako rovníkový poloměr se používá 25 559 ± 4 km, polární poloměr pak 24 973 ± 20 km. Takto definovaný povrch planety se používá jako nulová nadmořská výška.

### Vnitřní teplo
Vnitřní teplo Uranu se zdá být značně menší než je obvyklé pro ostatní plynné obry, hovoří se o nízkém tepelném toku. Proč je vnitřní teplota Uranu tak nízká, nebylo stále dostatečně vysvětleno. Neptun, který je velikostí a složením velmi podobný Uranu, vyzařuje do okolí 2,61krát více energie než dostává od Slunce. Uran oproti tomu nevyzařuje do okolí skoro žádnou energii navíc.
Celková vyzářená energie Uranu v infračervené (tepelné) části spektra je 1,06 ± 0,08 násobek sluneční energie absorbované v jeho atmosféře. Tepelný tok Uranu je pouze 0,042 ± 0,047 W/m², což je méně než tepelný tok Země, který dosahuje 0,075 W/m². Současně nejmenší zaznamenaná teplota 49 K (−224 °C) v Uranově tropopauze dělá z Uranu nejchladnější planetu ve sluneční soustavě.
Hypotézy vysvětlující tento jev pracují například s myšlenkou superhmotné srážky Uranu s jiným tělesem, která měla za výsledek převrácení sklonu rotační osy planety, což mohlo vést ke ztrátě většiny primárního tepla a ochlazení jádra. Jiná hypotéza předpokládá, že uvnitř Uranu existuje vrstva či vrstvy bránící proudění tepla od jádra k povrchu. Konvekce (přenos tepla prouděním hmoty) by tak probíhala mezi vrstvami různého složení, které by účinně bránily výstupu teplého materiálu směrem k povrchu.

### Atmosféra
Uran je nejchladnější planetou sluneční soustavy. Teplota jeho atmosféry dosahuje jen 53 K (−220 °C); nejnižší teplota změřená v tropopauze byla pouze 49 K. Kvůli výraznému odklonu rotační osy přijímají polární oblasti od Slunce mnohem více energie než rovníkové oblasti. Přesto je teplota v oblasti rovníku stejná jako na pólech. Mechanismus způsobující tento jev není dosud známý. Ví se pouze, že v atmosféře vane velmi silný vítr rychlostí až 900 km/h.
Vzhled atmosféry Uranu je většinu času jednolitý bez znatelné struktury jak ve viditelném, tak i ultrafialovém spektru. Je to způsobeno pravděpodobně tím, že Uran nemá téměř žádné zdroje vnitřního tepla ve srovnání s jinými plynnými obry, a tak dynamika atmosféry je velice slabá. Na snímcích sondy Voyager 2 bylo zjištěno deset nevýrazných světlých skvrn, které byly později pozorovány i Hubbleovým teleskopem a byly později interpretovány jako mračna.

#### Složení
Atmosféru Uranu tvoří převážně molekulární vodík a helium. Molekulární podíl helia, tj. podíl počtu atomů helia vůči počtu molekul všech plynů, je 0,15 ± 0,03 ve svrchní troposféře, což odpovídá hmotnostnímu podílu helia 0,26 ± 0,05. Tato hodnota je velmi blízká množství hélia v protohvězdách (0,275 ± 0,01), což naznačuje, že se hélium nesoustředilo do středu planety jako u jiných plynných obrů.
Třetí nejčetnější komponenta atmosféry Uranu je metan (CH4), který způsobuje absorpci viditelného a infračerveného světla projevující se typickou namodralou barvou. Pod metanovou vrstvou mraků, tedy nad hladinou tlaku 1,3 bar (130 kPa), tvoří molekuly metanu 2,3 % molárního podílu atmosféry. To představuje 20krát až 30krát větší podíl uhlíku, než se vyskytuje ve Slunci. Poměrné zastoupení je mnohem nižší ve svrchní atmosféře kvůli extrémně nízké teplotě, která snižuje míru nasycení a způsobuje mrznutí nadbytečného metanu.
Zastoupení lehkých těkavých látek jako čpavku, vody či sulfanu ve spodní atmosféře není známo, bude však pravděpodobně taktéž vyšší, než je typické pro Slunce. Kromě metanu se ve stratosféře Uranu vyskytují i další uhlovodíky, u kterých se předpokládá, že vznikly jako výsledek chemického rozkladu metanu vyvolaného slunečním ultrafialovým světlem. Jsou to například látky jako etan (C2H6), acetylén (C2H2), metylacetylén (CH3C2H) či diacetylén (C2HC2H). Spektroskopická měření taktéž detekovala stopy vodní páry, oxidu uhelnatého a oxidu uhličitého ve svrchní části atmosféry, které mohou pocházet pouze z externích zdrojů jako jsou komety či meziplanetární prach.

#### Troposféra

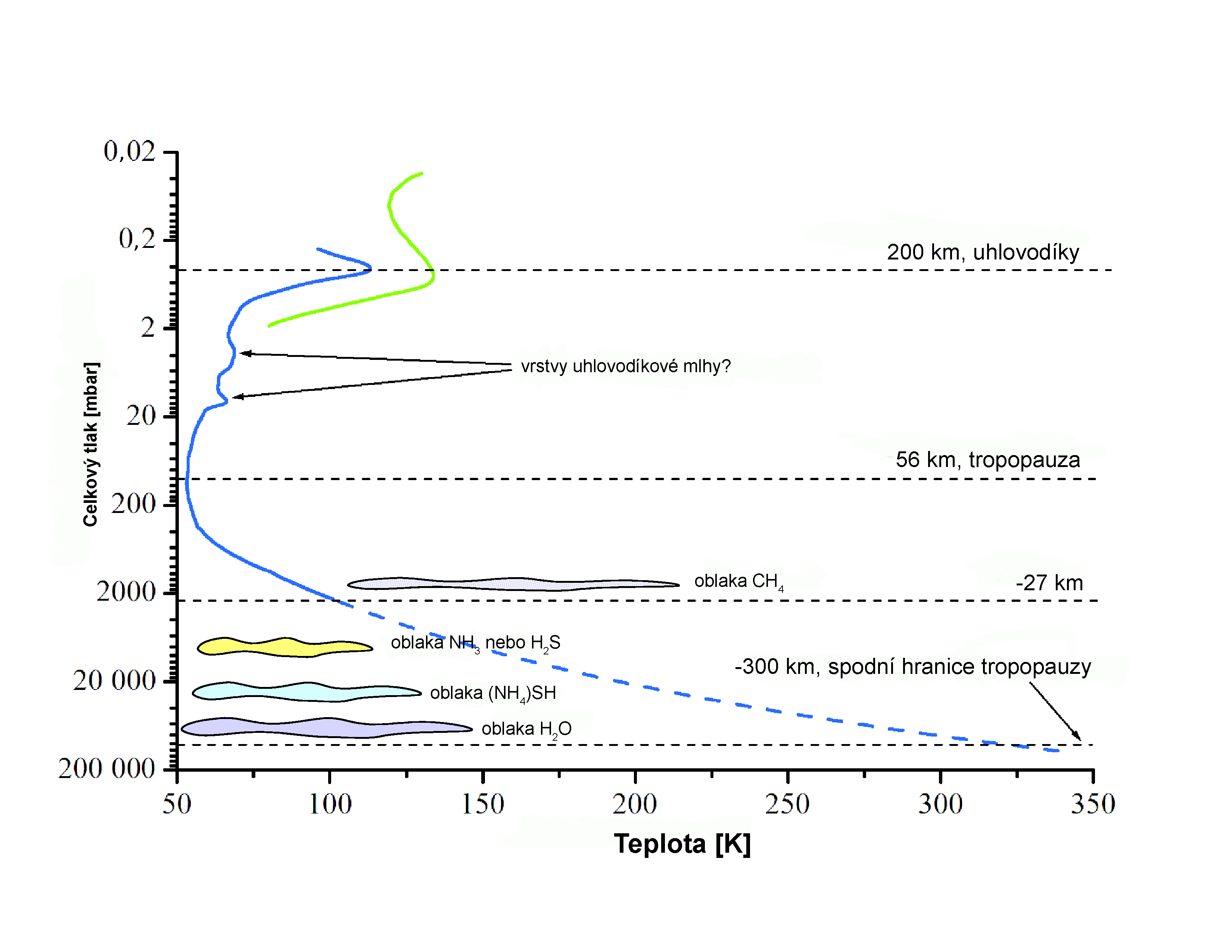
Teplotní profil troposféry Uranu a nižší stratosféry. Jsou zde znázorněny také oblasti mračen a zamlžených vrstev.

Troposféra je nejnižší a také nejhustší část atmosféry, charakteristická poklesem teploty s rostoucí výškou. Teplota klesá z okolo 320 K na spodní hranici troposféry ve výšce −300 km na přibližně 53 K ve výšce 50 km. Teplota v nejchladnější svrchní oblasti troposféry (tzv. tropopauza) se v současnosti pohybuje v rozmezí mezi 49 až 57 K v závislosti na planetární šířce. Oblast tropopauzy vyzařuje většinu dlouhého infračerveného záření, které má efektivní teplotu 59,1 ± 0,3 K.
Předpokládá se, že v troposféře existují složitá mračna; vodní mraky se mohou hypoteticky vyskytovat v oblastech, kde se tlak pohybuje mezi 50 až 100 bar, mračna hydrosulfidu amonného v rozmezí 20 až 40 bar, amoniaková či sulfanová mračna mezi 3 až 10 bar a naposledy detekovaná řídká metanová mračna v oblastech s tlakem 1 až 2 bar. Troposféra Uranu je velice dynamická oblast se silnými větry, světlými mračny a sezónními změnami.

#### Svrchní atmosféra
Prostřední vrstva atmosféry Uranu je stratosféra, kde teplota obecně roste s výškou z 53 K v tropopauze na 800 až 850 K ve spodní části termosféry. Nárůst teploty ve stratosféře je způsoben absorpcí ultrafialového a infračerveného záření metanem a dalšími uhlovodíky, které vznikají v této vrstvě jako výsledek fotolýzy. Uhlovodíky se vyskytují v relativně úzké vrstvě ve výšce mezi 100 až 280 km, kde se tlak pohybuje mezi 10 až 0,1 mbar (1 až 10 kPa) a teplota mezi 75 až 170 K. Nejhojnější uhlovodíky v této oblasti jsou metan, acetylén a etan s poměrným zastoupením okolo 10−7 vzhledem k vodíku. Stejné je v těchto výškách i poměrné zastoupení oxidu uhelnatého. Těžší uhlovodíky a oxid uhličitý mají poměrné zastoupení o tři řády nižší. Průměrný relativní výskyt vody je okolo 7×10−9. Etan a acetylén kondenzují v chladnějších částech stratosféry a tropopauz (když dojde k poklesu tlaku pod 10 mbar), čímž vzniká zamlžená vrstva, která je částečně zodpovědná za nevýrazný vzhled Uranu. Výskyt uhlovodíku ve stratosféře Uranu nad mlžnou vrstvou je významně nižší než výskyt uhlovodíků ve stratosféře jiných plynných obrů.
Nejzazší vrstva atmosféry Uranu je tvořena termosférou a koronou, která má jednotnou teplotu mezi 800 až 850 K. Potřebné zdroje tepla, které by byly schopny udržovat takto vysoké teploty, nejsou zcela známy, jelikož ani množství ultrafialového a infračerveného záření není schopno poskytnout potřebnou energii. Je možné, že k vysoké teplotě přispívá i slabé vyzařování tepla do okolí vlivem přikrývky uhlovodíků ve stratosféře nad hladinou tlaku 0,1 mbar. Kromě molekulárního vodíku obsahují termosféra a korona i vysoký podíl volných atomů vodíku. Jejich malá hmotnost společně s vysokou teplotou vysvětlují, proč tato unikátní korona sahá až do vzdálenosti 50 000 km, odpovídající dvěma poloměrům planety, což je ve sluneční soustavě zcela atypické. Korona odtlačuje pryč malé částice obíhající kolem Uranu, což se projevuje na prstencích Uranu. Termosféra planety společně se svrchní stratopauzou tvoří ionosféru Uranu. Pozorování ukazují, že se ionosféra rozkládá ve výšce mezi 2 000 až 10 000 km. Ionosféra Uranu je hustší než ionosféra Saturnu a Neptunu. Ionosféra je živena ultrafialovým zářením od Slunce a její hustota záleží na sluneční aktivitě. Ve srovnání s Jupiterem či Saturnem je vzniklá polární záře zcela zanedbatelná.

### Magnetické pole

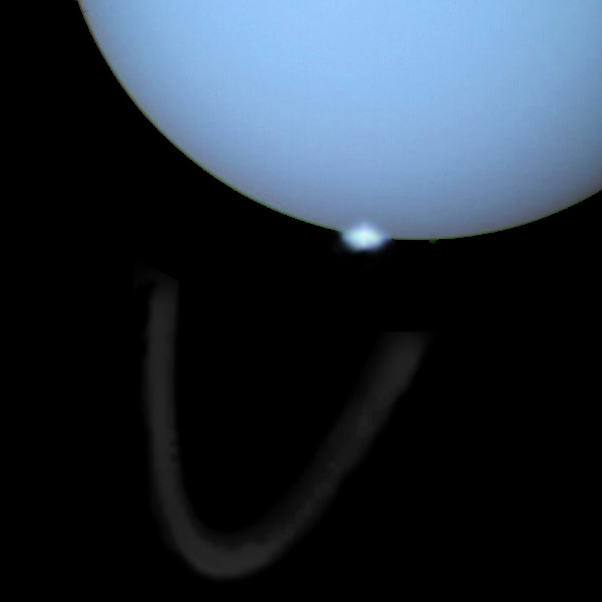
Polární záře je na Uranu proti jeho prstencům. Na rozdíl od polárních září Země a Jupiteru nejsou na Uranu v souladu s jeho póly vzhledem k jeho nevyváženému magnetickému poli.

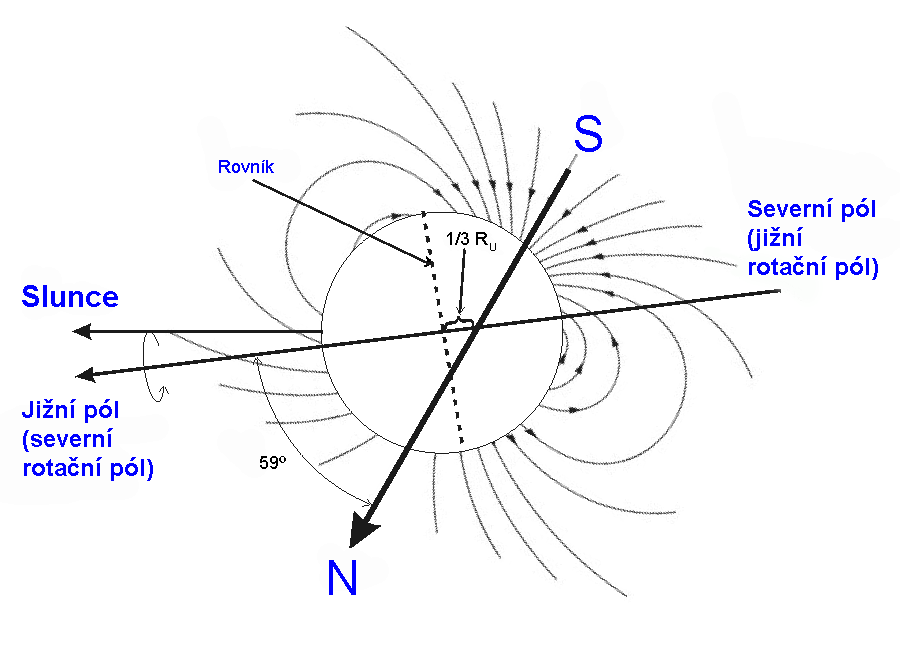
Magnetické pole Uranu viděné sondou Voyager 2 v roce 1986. N a S jsou magnetický severní a jižní pól.

Než přiletěla sonda Voyager 2 k Uranu, neexistovala žádná měření magnetického pole planety, a tak jeho charakter zůstával záhadou. Před rokem 1986 astronomové očekávali, že magnetické pole Uranu bude ležet ve směru slunečního větru. Uranovo magnetické pole je zvláštní tím, že se jeho centrum nenachází v centru planety a je vychýleno téměř 59° vzhledem k ose rotace. Je posunuto mimo střed planety směrem k jižnímu rotačnímu pólu o jednu třetinu poloměru planety. Pravděpodobně je vytvářeno pohybem v relativně mělkých hloubkách pod povrchem Uranu. Jelikož Neptun má podobně umístěné magnetické pole, lze předpokládat, že tento jev není následkem výchylky osy. Magnetosféra je zkroucena rotací planety do dlouhého vývrtkovitého tvaru táhnoucího se za planetou do vzdálenosti miliónů kilometrů. Zdroj magnetického pole je neznámý; o dříve předpokládaném elektricky vodivém extrémně stlačeném oceánu vody a amoniaku mezi jádrem a atmosférou se nyní soudí, že neexistuje.
Anomální poloha magnetického pole způsobuje silnou asymetrii magnetosféry na různých stranách planety. Na jižní polokouli může síla magnetického pole při povrchu dosahovat pouze 10 µT, na severní polokouli pak může dosahovat až 110 µT. V průměru má pole sílu okolo 23 µT. Pro srovnání, magnetické pole Země je zhruba stejně silné u obou pólů a její „magnetický rovník“ je přibližně rovnoběžný se zeměpisným rovníkem. Magnetický dipólový moment Uranu je 50krát větší než v případě Země. Neptun má podobně posunuté a odkloněné magnetické pole, což napovídá, že by se mohlo jednat o obecný rys ledových obrů. Jedna hypotéza předpokládá, že oproti terestrickým planetám a plynným obrům, kde magnetické pole vzniká v jádře, je u ledových obrů vznik magnetického pole spojen s pohybem v menší hloubce – například v oceánu vody a čpavku nacházejícím se nad jádrem.
Navzdory netypickému magnetickému poli v jiných ohledech je magnetosféra stejná jako u jiných planet: má rázovou vlnu nacházející se 23 poloměrů planety před Uranem, magnetopauzu ve vzdálenosti 18 poloměrů Uranu, plně vyvinutý magnetický ohon a radiační pásy. Celkově je struktura magnetosféry odlišná od magnetosféry Jupiteru a spíše se podobá magnetosféře Saturnu.
Magnetosféra Uranu obsahuje nabité částice: protony a elektrony s malým množstvím iontů H2+. Žádné další těžší ionty nebyly zaznamenány. Většina zmiňovaných částic pravděpodobně pochází z horké atmosférické korony. Energie iontů a elektronů může dosahovat 1,2 až 4 megaelektronvoltu. Hustota nízkoenergetických iontů (pod 1 kiloelektronvolt) je ve vnitřní magnetosféře okolo 2 cm−3. Množství částic je silně ovlivněno měsíci Uranu, které vymetly oblasti okolo svých drah, a vytvořily tak mezery. Tok částic je dostatečně vysoký, aby způsobil ztmavnutí měsíčních povrchů za astronomicky relativně krátkou dobu 100 000 let, což může být příčinou rovnoměrně tmavého zbarvení měsíců a prstenců. Uran má relativně dobře vyvinutou polární záři, která je vidět jako jasný oblouk okolo obou magnetických pólů. Na rozdíl od Jupitera polární záře Uranu výrazně neovlivňují energetickou bilanci termosféry.

## Dráha a rotace
Uran obíhá Slunce ve střední vzdálenosti 2 870 972 220 km. Planeta se přibližuje ke Slunci nejvíce na 2 735 555 035 km a vzdaluje na 3 006 389 405 km. Okolo Slunce oběhne jednou za 84,07 let a kolem své osy se otočí za 17 hodin a 14 minut.

### Odklon osy
Jedním z nejvýznačnějších znaků Uranu je sklon rovníku Uranu k rovině jeho dráhy o 97,86°, takže je rotace planety retrográdní. Rovina oběhu Uranu je pak k ekliptice skloněna pouze pod úhlem 0,769 86°, takže rotační osa leží téměř v ekliptice. V důsledku toho během Uranova roku svítí Slunce střídavě na severní a jižní pól, jak ke Slunci póly postupně míří. Den na pólu pak trvá 42 let a následuje po něm 42 let dlouhá noc. Pouze ve dvou částech orbity, kdy je planeta natočena rovníkem ke Slunci, vychází a zapadá obdobně jako na Zemi. Prstence společně s měsíci pak obíhají v rovině Uranova rovníku, takže se celá Uranova soustava v podstatě kolem Slunce „valí“.
V době průletu Voyageru 2 v roce 1986 byl Uranův jižní pól nasměrován téměř přesně ke Slunci. Samotné označení tohoto pólu je předmětem diskuzí. U Uranu lze říci buď, že má odklon osy rotace o něco málo více než 90°, nebo že má odklon osy rotace o něco málo méně než 90° a rotuje ve zpětném směru. Tyto dva popisy přesně odpovídají skutečnému chování planety; výsledkem odlišných definic je jen určení, který pól je severní a který jižní. Jelikož ale rotační osa není přesně rovnoběžná s rovinou ekliptiky, nachází se jeden pól nad rovinou a druhý pod rovinou podobně jako pozemské póly. Vzhledem k mezinárodní domluvě se využívá označení severní pól pro ten, který se nachází nad rovinou ekliptiky bez ohledu na směr, kterým se planeta otáčí.
Příčina extrémního vychýlení Uranovy osy není známa. Spekuluje se, že během formování planety došlo možná ke kolizi s velkou protoplanetou, která způsobila změnu orientace. Provedené simulace však tuto teorii nepotvrzují (např. nejde tím vysvětlit, proč nejsou odkloněny i osy jeho měsíců), a proto se uvažuje i o vlivu husté atmosféry, která kvůli sklonu osy rotace cirkuluje zvláštním způsobem.
Dalším uvažovaným důvodem je dočasná přítomnost velkého měsíce. Pokud by podle provedených simulací měl Uran v minulosti měsíc o 1 % své hmotnosti (tedy těleso srovnatelné s velikostí planety Mars), mohl by po 2 miliónech let sklonit rotační osu planety na současnou úroveň.
Je zřejmé, že Uranův extrémní odklon osy způsobuje také radikální sezónní výkyvy počasí. Během průletu Voyageru 2 byl pásový vzor Uranovy atmosféry velmi jemný a klidný. Pozorování Hubblova vesmírného dalekohledu v kontrastu s tím ukazovala mnohem zřetelnější pásování ve chvíli, kdy Slunce osvětlovalo Uranův rovník (přesně nad Uranovým rovníkem bylo Slunce v roce 2007).

### Klima

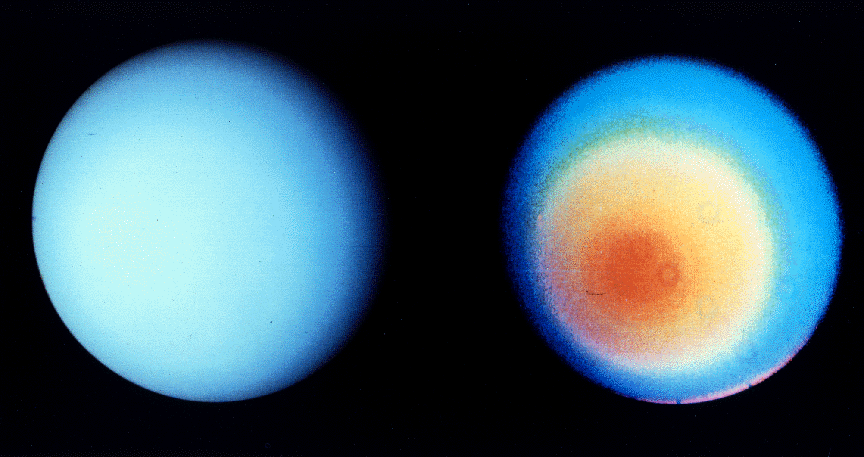
Uranova jižní polokoule v přibližných skutečných barvách (vlevo) a vpravo se zvýrazněnými vlnovými délkami pro lepší pozorovatelnost pásových struktur v atmosféře během průletu sondy Voyager 2.

V ultrafialové a viditelné oblasti spektra je atmosféra Uranu pozoruhodně nevýrazná ve srovnání s ostatními plynnými obry, a to dokonce včetně atmosféry Neptunu, která je jinak silně podobná. Když kolem planety prolétla v roce 1986 americká sonda Voyager 2, pozorovala v celé atmosféře pouze deset mračen. Jedno z možných vysvětlení, proč je na Uranu atmosféra takto klidná, zní, že vnitřní teplo Uranu je velice nízké, což neumožňuje výraznější dynamické procesy v atmosféře.

#### Pásemné útvary, vítr a mraky

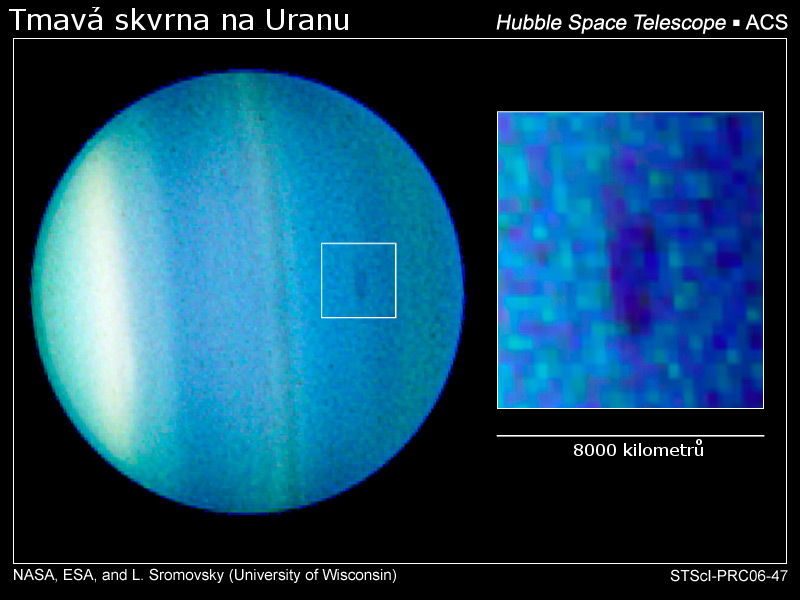
První tmavá skvrna objevená na Uranu. Snímek pořídila kamera ACS Hubbleova vesmírného dalekohledu v roce 2006.

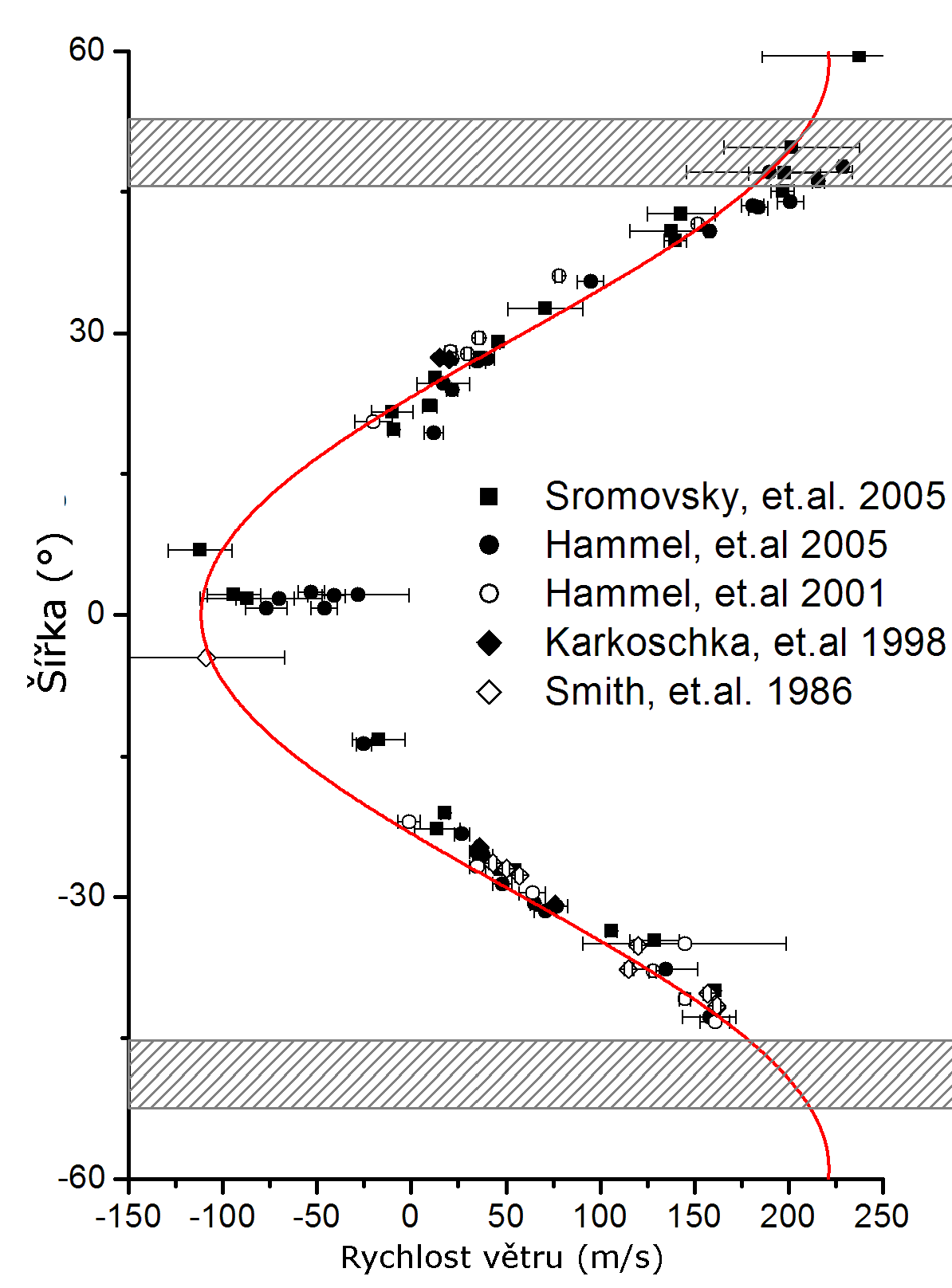
Zonální rychlosti větru na Uranu. Stínované oblasti ukazují jižní límec a jeho odpovídající severní protějšek. Červená linie je symetrické proložení dat.

V roce 1986 Voyager 2 objevil, že viditelná jižní polokoule Uranu může být rozdělena na dvě oblasti: světlejší polární oblast (tzv. polární čepička) a tmavší rovníkový pás. Hranice mezi těmito dvěma oblastmi je přibližně na −45 rovnoběžce. V úzkém pásu mezi −45° a −50° se pak nachází nejjasnější viditelná oblast na planetě, která se nazývá jižní „límec“. Čepička a límec jsou pravděpodobně tvořeny hustější oblastí metanových mračen v rozmezí tlaků mezi 1,3 až 2 bar. Sonda Voyager 2 se objevila poblíž planety v době kulminujícího léta na jižní polokouli, a nemohla tedy sledovat odvrácenou severní polokouli pro získání představy, jak probíhá na planetě zima. Na začátku 21. století však začala být viditelná stále větší část severní polokoule, a tak mohla být zkoumána Hubbleovým vesmírným dalekohledem a teleskopem Keck. Obě pozorování nepřinesla žádné poznatky o přítomnost polární čepičky a límce na severní polokouli, což napovídá, že Uran je asymetrický: světlý v oblasti jižního pólu a límce a tmavý severně od límce. Kromě velkých útvarů ve tvaru pásem pozoroval Voyager 2 deset malých světlých mračen, z nichž většina ležela severně od límce. Ve všech dalších ohledech se v roce 1986 Uran jevil jako dynamicky neaktivní planeta.
V 90. letech 20. století proběhla další pozorování světlých mračen v atmosféře planety díky rozvoji pozorovací techniky přinášející vysoce kvalitní snímky. Většina z mračen byla objevena na severní polokouli, když se naskytla možnost jí pozorovat. Dřívější vysvětlení, že světlejší mračna je snazší objevit na tmavších severních částech planety namísto světlejších jižních, se neukázalo jako správné, když došlo ke skutečnému nárůstu množství mračen. Rozdíly mezi mračny na obou polokoulích Uranu však existují. Severní mračna jsou menší, ostřejší a světlejší. Tato mračna zřejmě leží ve větší výšce. Doba životnosti mračen se pohybuje v rozmezí několika řádů. Některá malá mračna zaniknou po několika hodinách, i když jedno mračno v oblasti jižní polokoule se vyskytuje již od dob přeletu Voyageru až do dneška. Současná pozorování taktéž naznačují, že uranovská mračna mají mnoho podobných charakteristik s mraky na Neptunu. Například tmavé skvrny časté na Neptunu nebyly až do roku 2006 pozorovány na Uranu, kdy došlo k jejich prvnímu pozorování. Spekuluje se, že Uran se začne více podobat Neptunu během přiblížení ke Slunci.
Pozorování pohybů různých druhů mračen pomohlo určit zonální proudění ve svrchní části troposféry Uranu. V oblasti rovníků se větry pohybují retrográdně, proudí proti rotaci planety. Jejich rychlost dosahuje mezi 50 až 100 m/s. Rychlost větrů roste se vzdáleností od rovníku, nulové rychlosti dosahují v oblasti kolem ±20° výšky, kde teplota troposféry je nejmenší. Blíže k pólům se směr větrů mění na prográdní, tj. mají stejný směr jako rotace planety. Rychlost proudění zde roste až na maximální hodnoty okolo ±60° šířky a pak klesá na nulu v oblasti pólů. Rychlost větru v oblasti −40° šířky dosahuje mezi 150 až 200 m/s. Vzhledem k tomu, že límec je rovnoběžný s prouděním větrů pod ním, nedokážeme změřit rychlost proudění větrů mezi tímto límcem a jižním pólem. Na druhou stranu na severní polokouli je proudění možné měřit, maximální rychlost větru 240 m/s byla pozorována okolo +50° šířky.

#### Sezónní variace

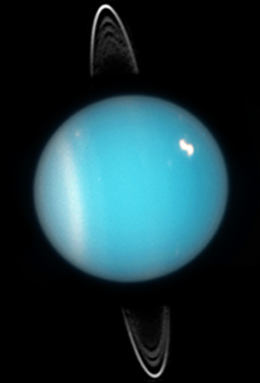
Uran v roce 2005: jsou vidět planetární prstence, jižní límec a světlejší mračna na severní polokouli

Na krátkou dobu mezi březnem až květnem roku 2004 se objevilo v atmosféře planety velké množství mračen, která způsobila, že se Uran podobal více Neptunu. Během této změny v atmosféře byla pozorována rychlost proudících větrů dosahující až 229 m/s (824 km/h) a mohutné bouře. 23. srpna 2006 se podařilo výzkumníkům ze Space Science Institute (Boulder, CO) a University of Wisconsin na povrchu Uranu pozorovat tmavou skvrnu, což poskytlo astronomům příležitost lépe prozkoumat jeho atmosféru. Proč došlo k tomuto náhlému vzestupu aktivity v atmosféře, není dostatečně vysvětleno, ale zdá se, že je to výsledek extrémního axiálního naklonění, které způsobuje sezónní variace počasí v atmosféře. Určit přesný důvod těchto sezónních změn je složité, jelikož vědci zatím nemají údaje o chování atmosféry planety po dobu celého jednoho jejího oběhu kolem Slunce.
Fotometrie v průběhu půlky Uranova roku (počínaje 50. lety 20. století) ukázala pravidelné změny v jasu ve dvou spektrálních pásmech s maximy vyskytujícími se v období slunovratu a minimy, která nastávají během rovnodennosti. Podobné periodické změny v době slunovratu byly zaznamenány i v oblasti mikrovlnného záření vycházejícího ze spodních vrstev troposféry, které se měří od 60. let 20. století. Měření teploty ve stratosféře začalo v 70. letech 20. století a i maximální teplota byla změřena okolo roku 1986 v období slunovratu.
Existuje několik náznaků, že i na Uranu dochází k sezónním variacím atmosféry. Je známo, že jižní polokoule je světlejší a severní tmavší, tuto skutečnost však nelze vysvětlit modelem sezónních změn zmiňovaným výše. V průběhu minulého slunovratu v roce 1944 se jevil Uran v několika stupních jasu, což naznačuje, že severní oblast nebyla vždy tak tmavá, jako je tomu dnes. Zdá se, že viditelný pól se postupně vyvíjí od doby slunovratu po dobu rovnodennosti, kdy je od Slunce nejdále.
Podrobný rozbor viditelného a mikrovlnného záření ukázal, že periodické změny jasnosti nejsou zcela symetrické kolem slunovratů. Současně v 90. letech 20. století, kdy se Uran nacházel v době slunovratu, Hubbleův vesmírný dalekohled a pozemní observatoře pozorovaly malý pokles světlosti jižní čepičky (vyjma límce, který zůstal stejně jasný), v oblasti severní polokoule naopak aktivita narostla. Zvýšila se zde přítomnost mračen a zvedla se síla větrného proudění.
Mechanismus sezónních změn není zatím jasný. Poblíž letního a zimního slunovratu leží polokoule Uranu střídavě přivráceny ke Slunci či směrem do hlubokého vesmíru. Zjasnění přivrácené polokoule ke Slunci je vysvětlováno změnou tloušťky metanových mračen a mlhové vrstvy v troposféře planety. Světlý límec v oblasti −45° šířky je taktéž spojen s existencí metanových mračen. Další změny probíhající na jižní polokouli mohou být vysvětleny změnami v nižších vrstvách mračen. Změny vyzařování mikrovlnného záření ze středu planety mohou zapříčiňovat různé chování a měnit cirkulaci v troposféře. V období rovnodennosti může opět dojít ke změně chování a proudění.

### Prstence

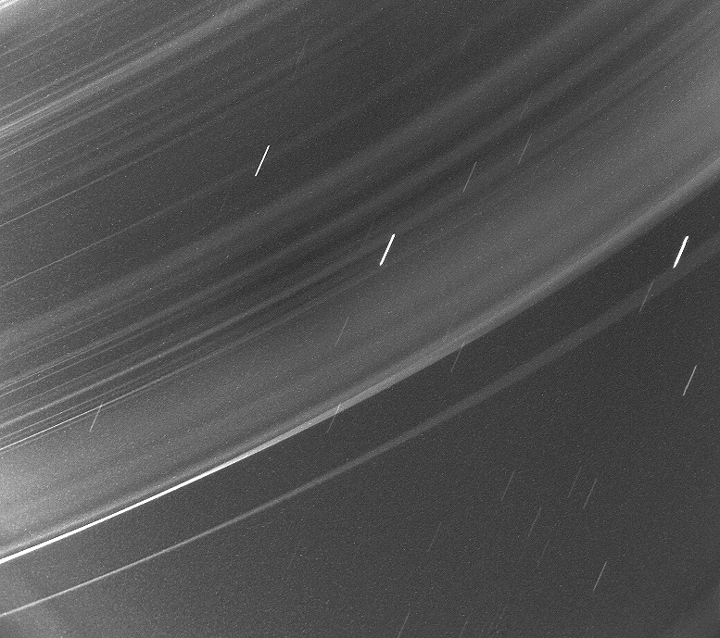
Uranovy prstence jak je viděla sonda Voyager 2

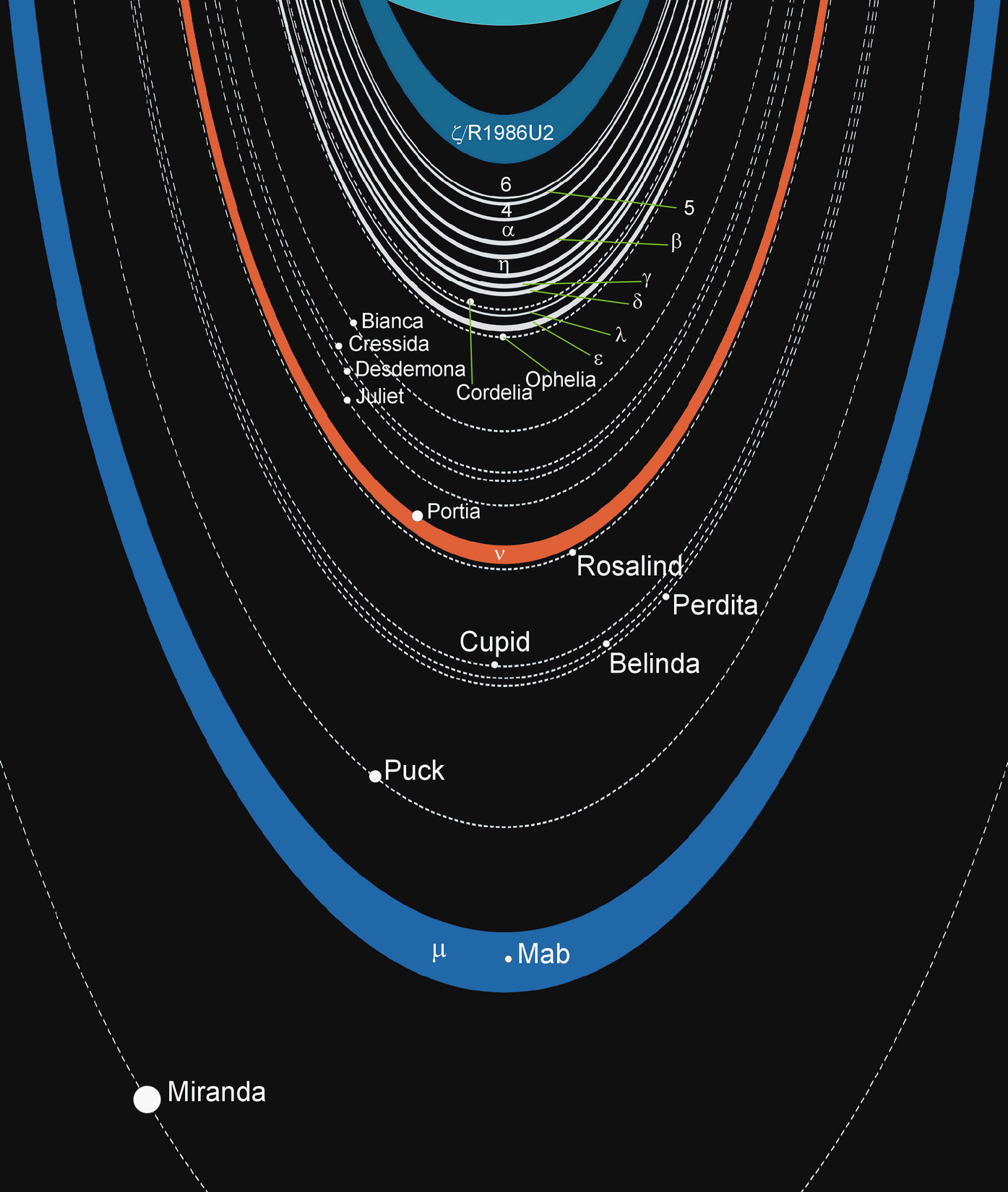
Prstence společně s měsíci

Uranův systém planetárních prstenců je nezřetelný. Skládá se z 13 dosud objevených prstenců. Ty jsou velmi tenké a jsou složeny z tmavých balvanů o velikosti od 10 cm do 30 m v průměru.
Většina prstenců je tak tenká, že by nemohly existovat bez přítomnosti tzv. pastýřských měsíců. Ty se pohybují poblíž nich, svou gravitací ovlivňují částice v prstenci, a drží tak prstence pohromadě. Zatím se podařilo objevit dva z nich: Cordelia a Ophelia. Další pastýřské měsíce jsou pravděpodobné, zatím však nebyly nalezeny.
V roce 2008 bylo známo, že prstence Uranu tvoří 13 jednotlivých prstenců. V pořadí rostoucí vzdálenosti od planety se nacházejí prstence 1986U2R/ζ, 6, 5, 4, α, β, η, γ, δ, λ, ε, ν a μ. Jejich poloměry se pohybují od 38 000 km u prstence 1986U2R/ζ až k 98 000 km u prstence μ. Prstence jsou extrémně tmavé a odrazivost částic, ze kterých se skládají, nepřesahuje 2 %. Pravděpodobně jsou tvořeny vodním ledem obohaceným neznámou tmavou organickou látkou.
Prstence Uranu jsou většinou neprůhledné a široké pouze několik kilometrů a jejich jednotlivé části jsou tvořeny obvykle decimetrovými až metrovými balvany. Některé prstence jsou opticky tenčí: široké a slabé prstence 1986U2R/ζ, μ a ν jsou tvořeny malými prachovými částicemi. Oproti tomu úzký prstenec λ obsahuje i velká tělesa. Relativní nedostatek prachových částic v prstencích je způsoben aerodynamickým odporem částic vznikajících v koróně planety.
Předpokládá se, že prstence Uranu jsou relativně mladé, jejich stáří nepřesahuje více než 600 milionů let. Prstence vznikly pravděpodobně kolizemi menších měsíců, které kdysi obíhaly kolem planety. Po srážce se měsíce pravděpodobně rozpadly na mnoho menších částic, které do dneška přežily jako úzké a opticky husté prstence.

#### Historie objevů
První prstence byly objeveny v podstatě náhodou při zákrytu hvězdy Uranem v březnu 1977 Jamesem L. Elliotem, Edwardem W. Dunhamem a Douglasem J. Minkem v Kuiperově letadlové observatoři (Kuiper Airborne Observatory). Objev byl potvrzen sondou Voyager 2 v roce 1986.
Hubbleův vesmírný dalekohled zpozoroval v srpnu 2003 další slabé prachové prstence Uranu. V letech 2007–2008 následovaly další objevy pozemskými teleskopy i Hubbleovým dalekohledem.

## Měsíce

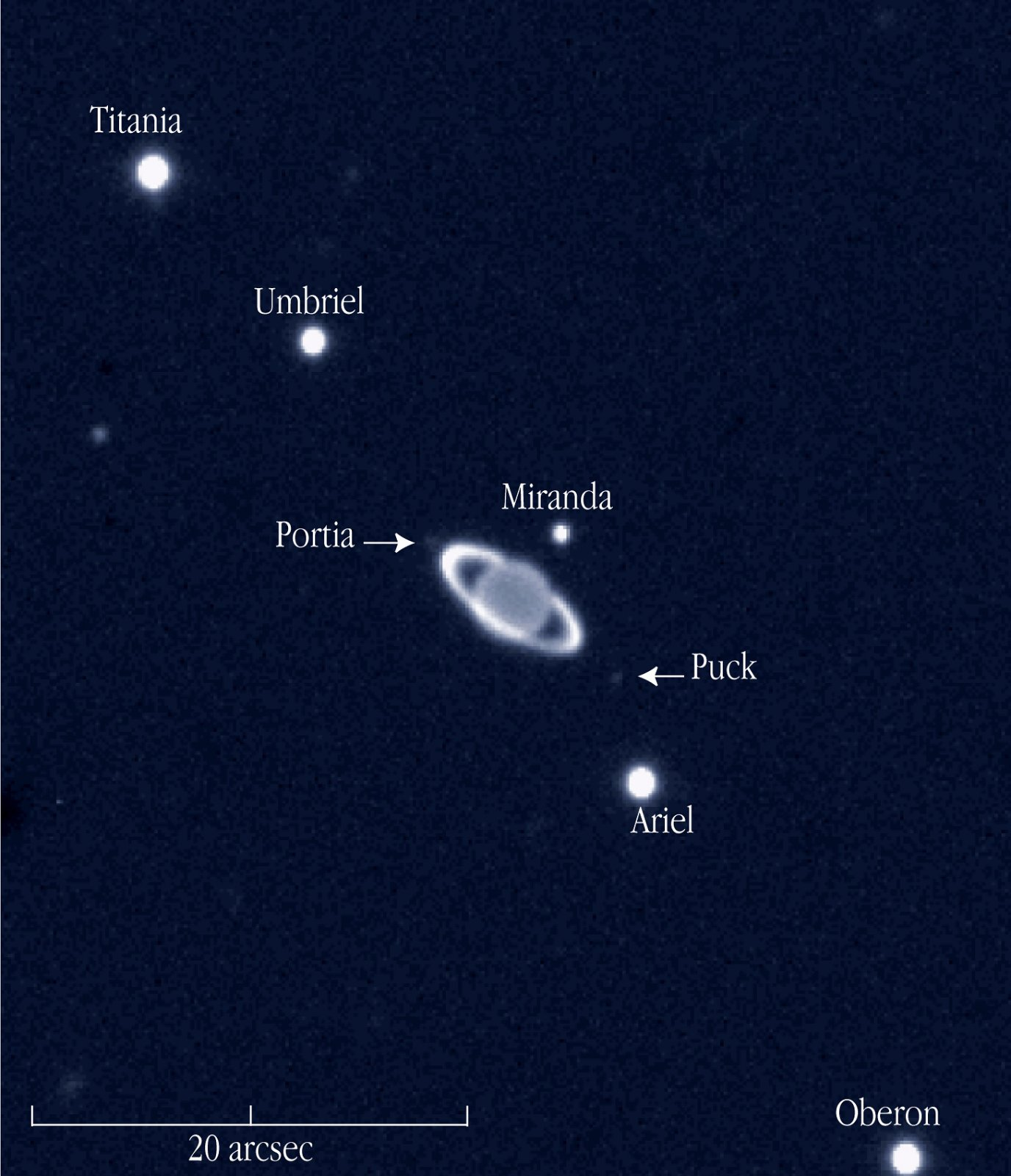
Prstence Uranu spolu s největšími měsíci na snímku observatoře ESO

Uran má k srpnu 2025 celkem 29 známých měsíců. Mezi pět hlavních patří Miranda, Ariel, Umbriel, Titania a Oberon. Největší jsou Titania a Oberon s průměry přes 1 500 km. Všechny měsíce jsou málo jasné na to, aby je šlo pozorovat běžnými dalekohledy.
Měsíce se dají rozdělit do tří skupin, které se obvykle nazývají rodiny.
- Vnitřní měsíce s pravidelnými drahami obíhají v blízkosti planety po kruhových drahách ležících téměř přesně v rovině rovníku planety. Do této rodiny patří Ophelia, Bianca, Cressida, Desdemona, Juliet, Portia, Rosalind, Belinda, Puck, Perdita, Mab a Cupid. Všechny leží mezi Uranovými prstenci nebo v jejich těsné blízkosti.
- Vnější měsíce s pravidelnými drahami obíhají ve střední vzdálenosti až za prstenci. Jejich dráhy jsou také prakticky kruhové a leží téměř přesně v rovině rovníku. Do této rodiny patří největší Uranovy měsíce Miranda, Ariel, Umbriel, Titania a Oberon.
- Měsíce s nepravidelnými drahami obíhají ve větších vzdálenostech od planety po více či méně výstředných drahách. Jedná se pravděpodobně o zachycená transneptunická tělesa. Do této rodiny patří Caliban, Stephano, Trinculo, Sycorax, Margaret, Prospero, Setebos, Francisco a Ferdinand.

### Vznik měsíců
Vznik velkých Uranových měsíců proběhl pravděpodobně stejným způsobem jako vznikaly kamenné planety. Jelikož je však Uran velmi vzdálen od Slunce, v žádné z fází vzniku měsíců nevystoupila teplota na vysoké hodnoty jako v případě okolí Jupitera. Vlivem nízkých teplot tak nedošlo k úniku lehce tavitelných látek z původního disku okolo vznikající planety.
Většina malých měsíců jsou zřejmě asteroidy, které byly Uranem zachyceny.

### Historie objevu

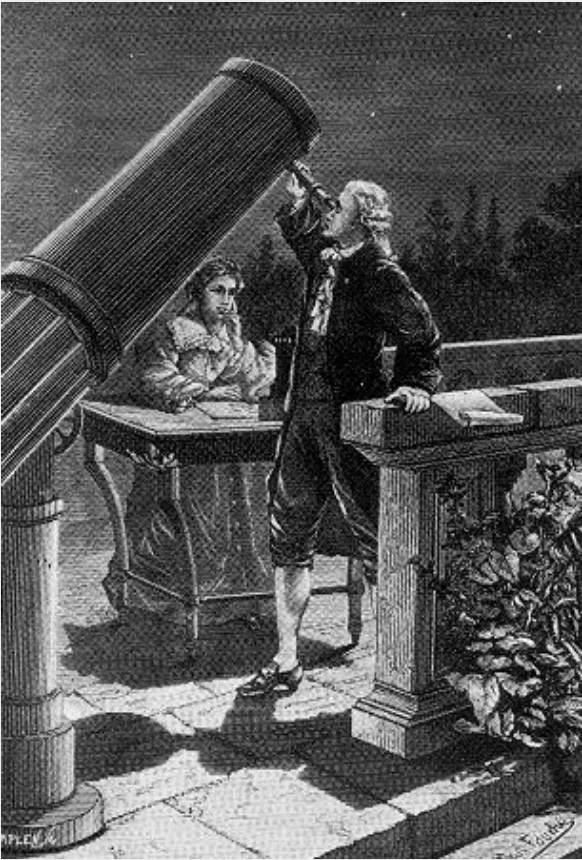
William Herschel s Caroline Herschelovou

První dva měsíce byly nalezeny ještě objevitelem Uranu Williamem Herschelem. Do roku 1986 bylo známo jen 5 největších měsíců. V tomto roce dosáhla planety sonda Voyager 2, na jejíchž snímcích bylo zjištěno jedenáct dalších měsíců. Vzdálené měsíce byly objeveny až po roce 1997.

## Pozorování
Za velmi dobrých pozorovacích podmínek na tmavé obloze a při znalosti jeho polohy lze Uran pozorovat i pouhým okem. Jasnost Uranu je mezi 5,7 mag a 5,9 mag,
 v závislosti na vzdálenosti od Země, planeta je nejjasnější v době opozice. Úhlový průměr je mezi 3,4 a 3,7 obloukové vteřiny. Malými dalekohledy mezi 15 až 23 cm se planeta jeví jako světlý azurový disk s tmavšími oblastmi, dalekohledy o průměru zrcadla 25 cm a více je možné pozorovat mračna a větší měsíce planety, například Titanii a Oberon. Od roku 2009 se Uran nachází v souhvězdí Ryb.

### Objev a pojmenování
Planetu objevil v roce 1781 pomocí dalekohledu vlastní výroby anglický astronom německého původu William Herschel. Uran byl první objevenou planetou, která nebyla známa již od dávných časů, a ačkoliv byl při mnoha příležitostech pozorován již dříve, vždy byl mylně považován za další hvězdu. Nejstarší zaznamenané pozorování se datuje do roku 1690, když jej anglický astronom John Flamsteed katalogizoval jako 34. hvězdu souhvězdí Tauri.
Herschel nově objevenou planetu pojmenoval původně Georgium Sidus (Hvězda krále Jiřího) na počest anglického krále Jiřího III. Toto jméno se však mimo Británii neujalo. Na návrh Jeromeho Lalanda jej francouzští astronomové začali nazývat Herschel, zatímco Němec Johann Bode prosadil jméno Uran po řeckém bohu.
Průzkum nejstarších vydání časopisu Monthly Notices of the Royal Astronomical Society (Měsíční poznámky Královské astronomické společnosti) z roku 1827 ukazuje, že minimálně v té době (a možná i dříve) byl mezi britskými astronomy název Uran již běžný. Název Georgium Sidus nebo „the Georgian“ byl Brity občas užíván i poté. Nejdéle se udržel původní název v HM Nautical Almanac Office, který začal používat název Uran až v roce 1850.

### Voyager 2

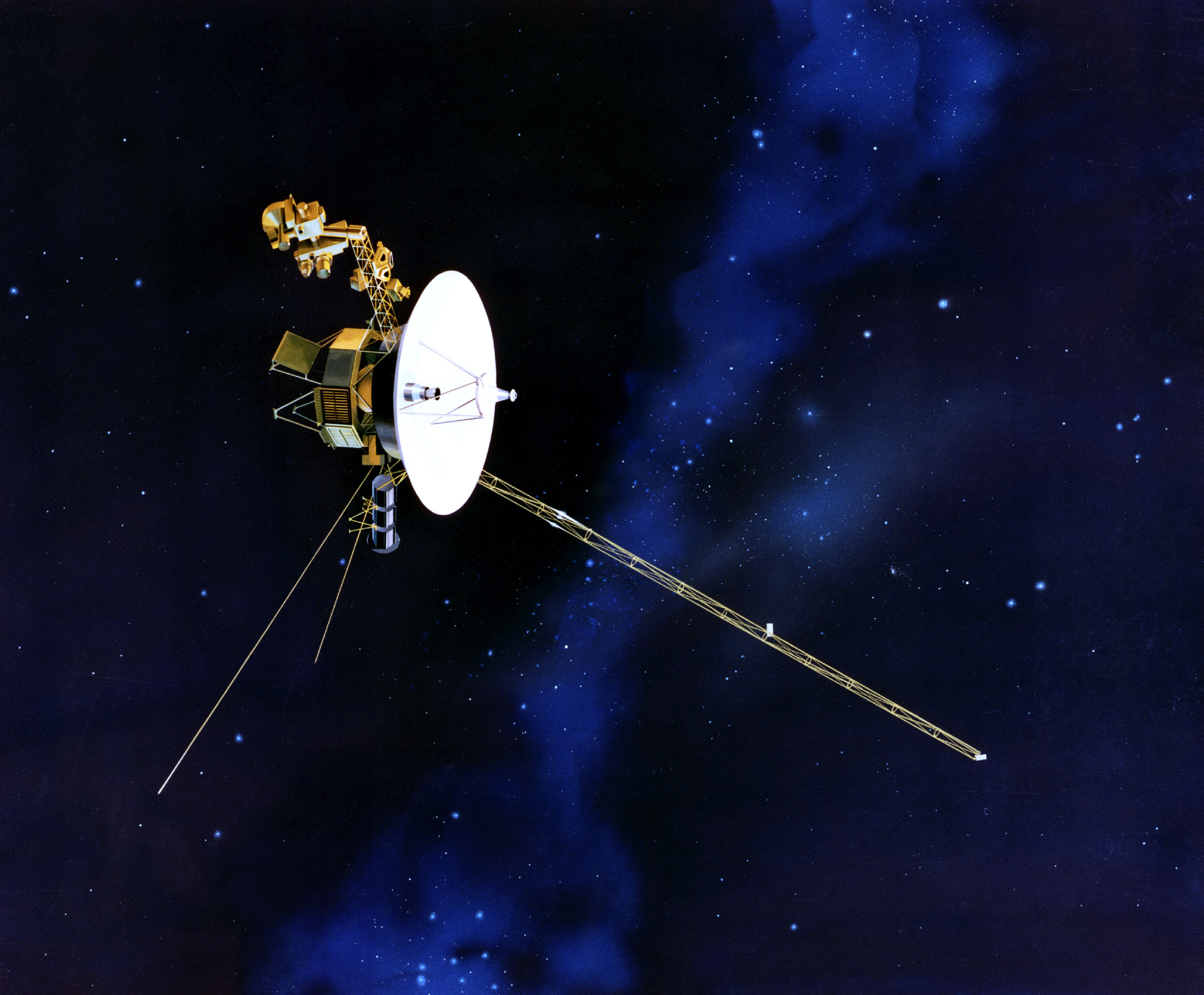
Kosmická planetární sonda Voyager 2 v představách umělce

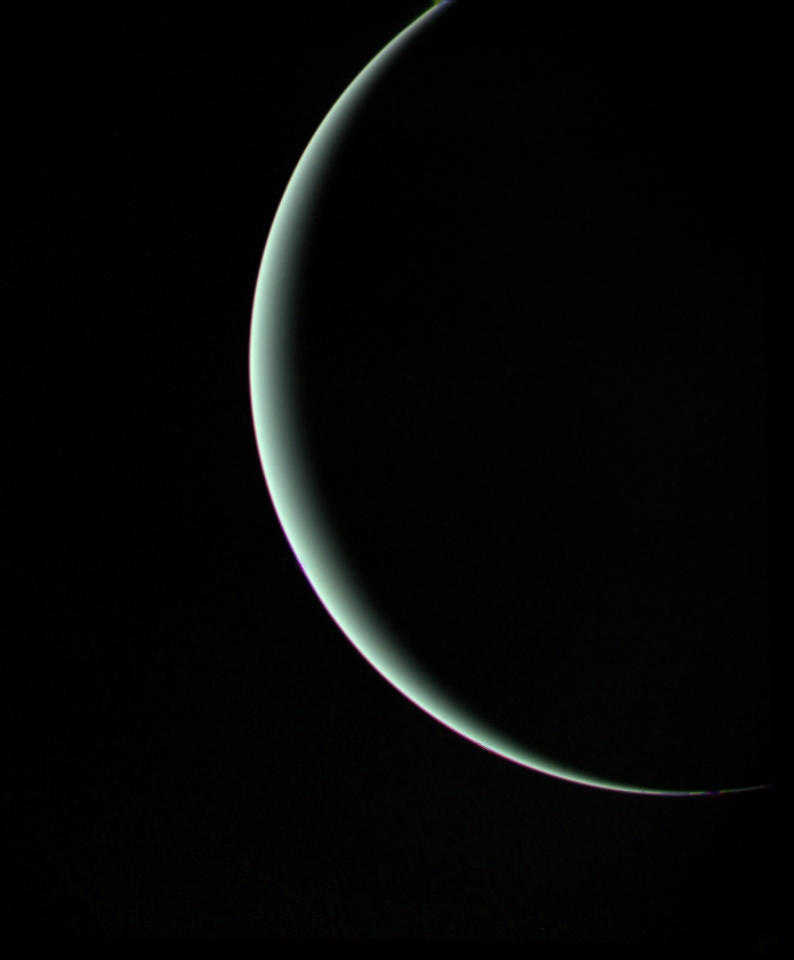
Snímek Uranu z Voyageru 2 během cesty k Neptunu

Uran byl za celou dobu kosmických letů zkoumán pro svoji vzdálenost od Slunce pouze jedinou planetární sondou, která tak přinesla většinu poznatků, jež lidstvo o této planetě má. Byla to americká planetární sonda Voyager 2, která v roce 1986 prolétla okolo planety.
Nejbližší přiblížení k Uranu nastalo 24. ledna 1986, kdy se sonda nacházela 81 500 km nad horní vrstvou Uranovy atmosféry. Během průletu kolem planety sonda objevila 10 dříve neznámých měsíců, studovala unikátní atmosféru planety, prozkoumala prstence planety a podařilo se jí určit přesnou rotační dobu planety kolem své osy. Celkem sonda odeslala k Zemi okolo 8 000 fotografií Uranu.
Voyager 2 podrobně studoval rotaci třetí největší planety sluneční soustavy a na základě pozorování bylo zjištěno, že se planeta otočí kolem své osy za 17 hodin a 14 minut a že současně jako jediná planeta sluneční soustavy rotuje s osou rotace položenou do roviny oběhu (zdánlivě tedy planeta „válí sudy“).
Voyager 2 zjistil, že jeden z nejpozoruhodnějších důsledků Uranovy polohy na boku je vliv na ohon magnetického pole, které je samo skloněno o 60 stupňů od rotační osy planety. Ohon magnetického pole je zkroucený rotací planety do tvaru dlouhé vývrtky. Před příletem Voyageru 2 nebylo o existenci magnetického pole Uranu nic známo. Sonda pozorovala i radiační pásy okolo Uranu, které jsou velmi podobné těm, jež byly pozorovány u Saturnu. Podobně jako u Jupiteru a Saturnu i zde sonda využila gravitačního působení planety pro korekci své dráhy směrem k Neptunu a k nabrání potřebné rychlosti.

#### Průlety kosmických sond
| Název     | Datum     |
| --------- | --------- |
| Voyager 2 | 24.1.1986 |

## Život na Uranu
Na Uranu se určitě nemůže vyskytovat život podobný pozemskému, jelikož Uran nemá pevný povrch. Případné hypotetické živé organismy by se musely vznášet v atmosféře planety, která je složena hlavně z vodíku a hélia. Jelikož jsou zde velice nízké teploty, musela by se případná obyvatelná zóna nacházet hluboko v atmosféře planety. Proti vzniku života pak hovoří skutečnost, že v této potenciálně obyvatelné zóně by panovaly extrémní tlaky způsobené nadložními vrstvami atmosféry, na které by se život musel adaptovat, pokud by byl schopen vzniknout. V současnosti se jeví možnost života na Uranu jako nereálná.

## Uran v kultuře

### Astrologie
Jelikož byl Uran objeven až v roce 1781, nemá v klasické astrologii svůj význam. Až dodatečně proběhly pokusy o jeho zakomponování do západní astrologie.
Záhy po jeho objevení se někteří astrologové začali po významu Uranu pídit. Proslul tím zejména anglický malíř a nadšený astrolog John Varley, který sledoval působení Uranu ve všech typech horoskopů. Traduje se historka o jeho napjatém očekávání, spojeném s přechodem Uranu přes důležitá místa Varleyho horoskopu, které skončilo požárem domu. Varley jako jediný měl z katastrofy údajně téměř radost, protože potvrdila jeho dosavadní závěry – že Uran zvěstuje náhlé, nečekané a radikální změny, často spojené s požáry, úrazy apod. Moderní astrologové tento Uranův význam potvrzují a doplňují spojitost Uranu s elektřinou a jejími projevy nebo třeba i s létáním (a leteckými katastrofami). Také poněkud zmírnili „zlovolnou“ povahu planety tím, že tyto prudké změny vyvolané Uranem sice postižení nesou těžce, ale zároveň slouží k jejich posunu a růstu, protože odbourávají staré, nefunkční struktury, na nichž byli lidé nemístně závislí. Dalšími tématy spojenými s astrologickým Uranem jsou i moderní vědecké objevy.
Spolu s dalšími planetami, které již nejsou viditelné prostým okem a které byly objeveny v novověku, patří Uran mezi tzv. „transpersonální“ planety, připisuje se mu tedy v moderní astrologii spojitost s proměnami celých společenství a s dlouhodobými společenskými procesy, které pod jeho působením většinou vrcholí náhle, revolučně. Roli zde hraje téma svobody, osvobození. Moderní astrologové poukazují i na dobu, kdy byl Uran objeven, jako na dobu příznačně žijící právě tématy svobody a revoluce.
V systému „vládců“, kdy každému ze znamení zvěrokruhu vládne některá z planet, připisují moderní astrologové Uranu vládu nad znamením Vodnáře, které je však v tradiční astrologii spojeno s planetou Saturn.

### Sci-fi
Uran nelákal autory sci-fi zdaleka tolik, jako obří Jupiter nebo Saturn, přesto však nezůstal stranou jejich zájmu. Většinou je však jen epizodní součástí děje, jako např. ve velmi populárním seriálu Doctor Who (produkovaného britskou televizí BBC). V něm je Uran jediné místo na světě, kde se vyskytuje minerál taranium. Výjimkou z tohoto pravidla je dánsko-americký film Journey to the Seventh Planet  (Cesta k sedmé planetě) z roku 1962. Namísto nehostinného a studeného světa, kde prší čpavek a methan, objeví kosmonauti idylickou pozemskou krajinu s bublajícími potůčky, krásnými ženami, hustými, bujnými lesy a stromy obsypanými ovocem. Dozvíme se, že členové posádky jsou totiž konfrontováni pouze s vlastními představami a vzpomínkami, že rajská krajina je pouhou iluzí, za kterou stojí tajemná super-bytost, která je schopna zhmotňovat představy a myšlenky.
V literatuře se Uran vyskytuje málo: např. v oceněném románu Larry Nivena A World Out of Time je Uran použit jako motor, který odsune Zemi dále od zjasňujícího se Slunce.
Občas se místem děje stávají místo Uranu jeho měsíce, jako např. v románu a podle něj natočeného filmu ruského spisovatele Sergeje I. Pavlova Lunarnaja raduga (Měsíční duha), v němž se kosmonauti na Oberonu nakazí zvláštní nemocí, díky níž získají nadpřirozené schopnosti.